# 威廉·亨利·基勒
威廉·亨利·基勒（英語：William Henry Keeler；1931年3月4日—2017年3月23日）是美國籍天主教司鐸級樞機、巴爾的摩總教區總主教及名譽的美國首席主教。

## 生平

### 早期生活
威廉·亨利·基勒於1931年3月4日在美國德克薩斯州中南部城市聖安東尼奧出生。他曾在羅馬宗座額我略大學學習。於1965年5月29日在哈里斯堡教區晉鐸。

### 晉牧
基勒於1979年9月21日晉牧；教宗若望·保祿二世將他任命為哈里斯堡教區輔理主教，領烏爾奇紐姆領銜教區主教銜。他於1983年11月10日升任哈里斯堡教區主教。
他於1989年4月11日接任巴爾的摩總教區正權總主教，同年5月23日就任。巴爾的摩總教區是美國第一個成立的教區，所以羅利為名譽的美國首席主教。他於1992年11月當選美國天主教主教團主席。

### 冊封為樞機
若望·保祿二世於1994年11月26日將他冊封為司鐸級樞機，領天使與殉教者聖母堂區司鐸銜。他於同年獲任命為宗座基督徒合一促進理事會和聖座東方教會部的成員。他曾參與2005年教宗選舉秘密會議，當時選出的是教宗本篤十六世。
他於2007年7月12日榮休，埃德溫·弗雷德里克·奧布賴恩接任巴爾的摩總教區正權總主教一職。基勒於2017年3月23日在馬里蘭州安貧小姊妹會安老院去世，終年86歲。

## 牧徽

威廉·亨利·基勒枢机牧徽